# Nichole Hiltz
Nichole Hiltz (* 3. September 1978 in Hanover, Massachusetts) ist eine US-amerikanische Filmschauspielerin.

## Leben
Nichole Hiltz ist schauspielerisch seit 1999 aktiv. Ab 2007 spielte sie die Rolle der Ginny Dannegan in der US-Dramedyserie The Riches. In der Kriminal-Fernsehserie In Plain Sight – In der Schusslinie war sie ab 2008 als Brandi Shannon zu sehen. Bis 2012 wirkte sie in kleineren Rollen in insgesamt 46 Produktionen mit.

## Filmografie (Auswahl)
- 2002: May
- 2002: Austin Powers in Goldständer (Austin Powers in Goldmember)
- 2002: The Shield – Gesetz der Gewalt (The Shield, Fernsehserie, Folge 1x10)
- 2003: Was das Herz begehrt
- 2003: CSI: Den Tätern auf der Spur (CSI: Crime Scene Investigation, Fernsehserie, Folge 4x01)
- 2004: Das perfekte Paar (Perfect Opposites)
- 2004: OC California
- 2004: Spanglish
- 2004: Good Girls Don’t (Fernsehserie, 8 Folgen)
- 2004: Blueberry und der Fluch der Dämonen (Blueberry)
- 2005: All Souls Day: Dia de los muertos
- 2006: Desperate Housewives (Fernsehserie, 3 Folgen)
- 2006: Smallville (Fernsehserie, Folge 5x16 als Simone Chesterman)
- 2006: Alien Autopsy – Das All zu Gast bei Freunden (Alien Autopsy)
- 2007–2008: The Riches (Fernsehserie, 9 Folgen)
- 2008: Trailer Park of Terror
- 2008–2009: Bones – Die Knochenjägerin (Bones, Fernsehserie, 3 Folgen)
- 2008–2012: In Plain Sight – In der Schusslinie (Fernsehserie, 50 Folgen)
- 2010: Leonie